# رینان سوارز روتر
رینان سوارز روتر (به پرتغالی: Renan Soares Reuter) دروازه‌بان اهل برزیل است که در شهر São João Batista و در تاریخ ۱۲ دسامبر ۱۹۹۰ به دنیا آمده‌است.
رینان سوارز روتر در تیم‌های فوتبال Avaí سابقهٔ حضور دارد.